# Chionea stoneana
Chionea stoneana là một loài ruồi trong họ Limoniidae. Chúng phân bố ở miền Tân bắc.